# Maserati Biturbo Spyder
Der Maserati Biturbo Spyder (später: Maserati Spyder, werksintern: Tipo AM 333) ist ein offener zweitüriger Sportwagen des italienischen Automobilherstellers Maserati, der zur Biturbo-Familie gehört. Er ergänzte diese zunächst nur aus Coupés und Limousinen bestehende Baureihe ab 1984 und blieb in verschiedenen Varianten bis 1994 im Programm. Der Spyder war das erste offene Maserati-Modell seit dem Ghibli. Er war mit unterschiedlichen Motoren lieferbar, die zur gleichen Zeit auch in den Coupés und Limousinen eingesetzt wurden. Der Spyder ist fast 30 Jahre nach dem Produktionsende die begehrteste Variante aller Biturbo-Modelle.

## Entstehungsgeschichte

### Die Biturbo-Familie

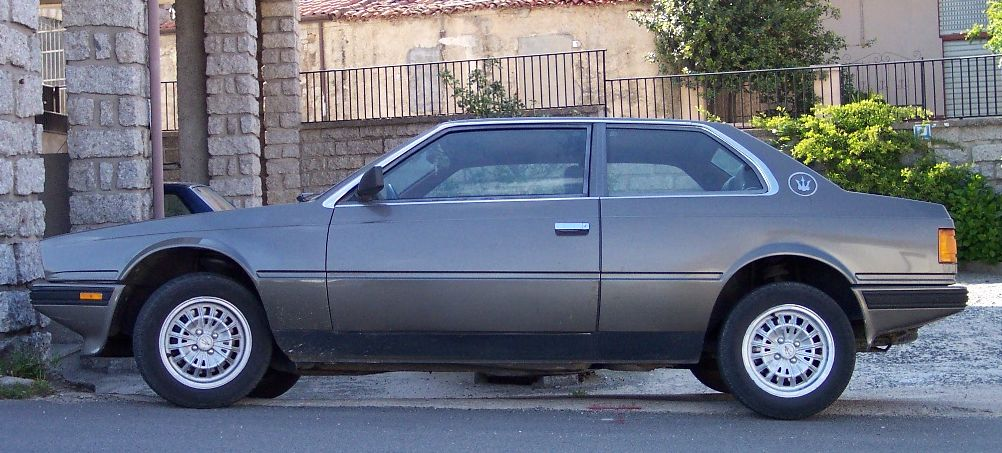
Technische Basis des Spyder: Maserati Biturbo Coupé

Nachdem Alejandro De Tomaso 1975 Maserati übernommen hatte, verfolgte er die Idee, das Unternehmen, das bislang nur hochwertige, sehr teure Sportwagen in Handarbeit produziert hatte, als Serienhersteller zu etablieren. Dafür mussten künftige Modelle deutlich günstiger sein als die bisherigen Sportwagen. De Tomasos Konzept sah deshalb ein kompaktes, automatisiert gefertigtes Fahrzeug vor, das von einem vergleichsweise kleinen Motor angetrieben wurde. Damit reagierte Maserati auf die italienische Steuergesetzgebung, die Automobile mit einem Hubraum von 2000 cm³ und mehr mit einer Umsatzsteuer von 38 Prozent statt 19 Prozent belegte. Auf dieser Grundlage entstand der Maserati Biturbo, der nach dreijähriger Entwicklungszeit im Dezember 1981 öffentlich präsentiert wurde. Er hatte einen knapp 2,0 Liter großen Sechszylindermotor, der zur Leistungssteigerung mit zwei Turboladern ausgestattet war. Auf Exportmärkten bot Maserati allerdings ab 1983 eine auf 2,5 Liter Hubraum vergrößerte Version an. Im Laufe der Jahre kamen weiterentwickelte Motorvarianten mit vergrößertem Hubraum, elektronischer Benzineinspritzung und Vierventiltechnik hinzu. Ende 1983 erweiterte Maserati das Biturbo-Programm um eine viertürige Limousine, die zunächst als Exportmodell (Biturbo 425 und 430) und später auch als Version für den italienischen Markt (Biturbo 420) angeboten wurde.

### Prototyp von Embo
Unmittelbar nach der Vorstellung des Biturbo-Coupés konstruierte der italienische Zulieferbetrieb Embo in Turin eine Cabrioletversion auf der Basis des Biturbo-Coupés, die auf dem Turiner Autosalon im März 1982 öffentlich vorgestellt wurde. Das in dunkelrotem Metallic lackierte Fahrzeug hatte das ungekürzte Chassis des Coupés und war ein 2+2-Sitzer. Das Stoffverdeck fiel vergleichsweise breit aus und wurde als unelegant empfunden. Die Berichterstattung fand das Embo-Cabriolet „mehr luxuriös denn sportlich.“ Die Embo-Version ging nicht in Serie; das Auto blieb ein Einzelstück.

### Zagato

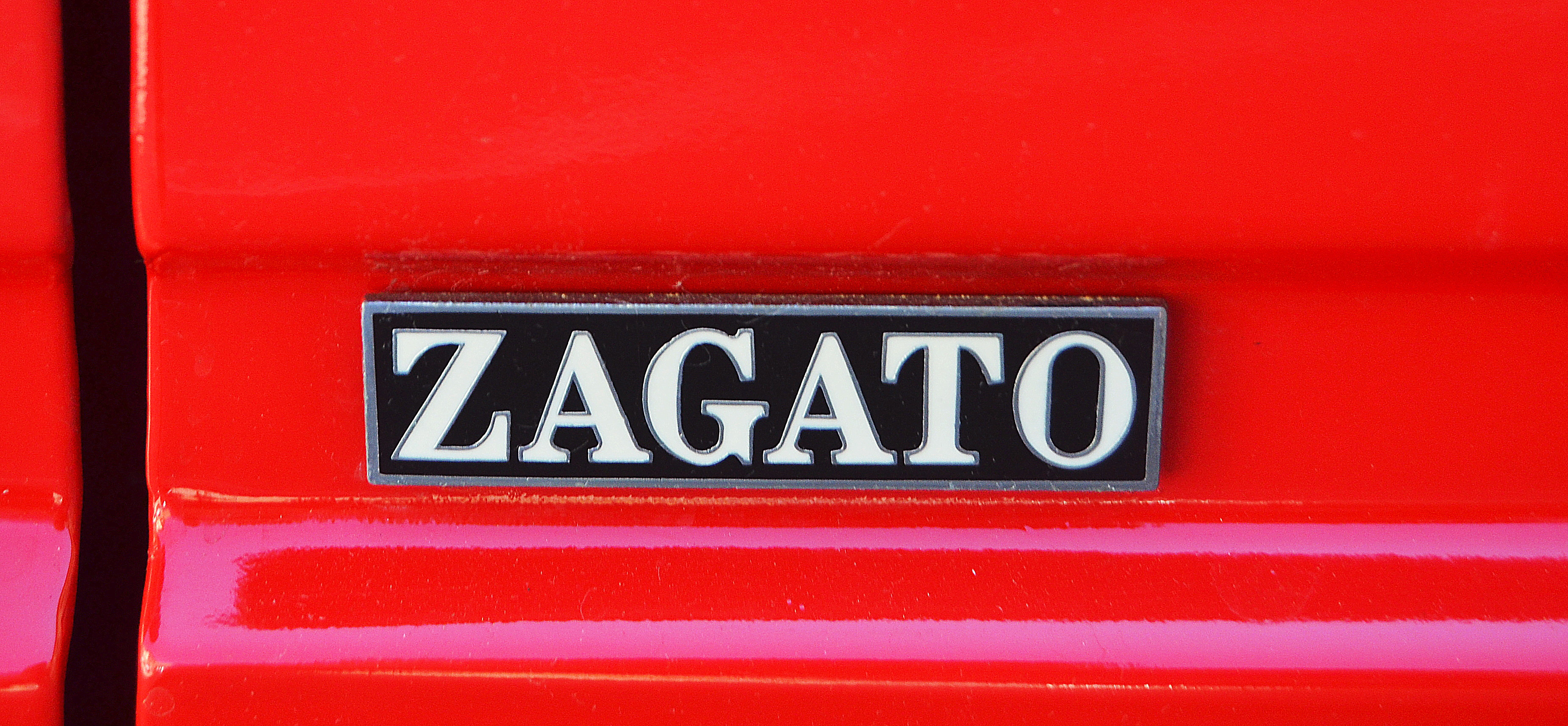
Zagatos Logo auf einem Maserati Spyder

Gleichwohl stieß der offene Biturbo auf öffentliches Interesse. Letztlich entschied sich Alejandro De Tomaso dafür, die Biturbo-Familie um eine Cabrioletversion zu erweitern. Das Biturbo-Cabriolet sollte nach De Tomasos Vorstellung vornehmlich in den USA verkauft werden. Wegbereiter für diese Entscheidung war der Chrysler LeBaron Cabriolet, ein kompaktes Cabriolet auf der Basis der K-Cars, das ab 1982 in den USA außerordentlich erfolgreich war und dort eine Renaissance offener Sportwagen begründete. 
Anstelle von Embo erhielt der Mailänder Karosseriehersteller Zagato den Auftrag, die Serienversion des offenen Biturbo zu entwickeln. Anders als Embo griff Zagato auch in die technischen Strukturen der Biturbo-Konstruktion ein. Insbesondere wurde der Radstand verkürzt. Der offene Biturbo erhielt die Modellbezeichnung Spyder. Maserati verwendete dabei die amerikanische Version des Begriffs mit „y“; damit sollte der potentielle Hauptabsatzmarkt des Autos ausdrücklich angesprochen werden. Zagato übernahm auch die Serienfertigung des Spyder und leitete von ihm außerdem die Hardtopversion Karif ab, die ihrerseits bei Zagato aufgebaut wurde. Für beide Versionen produzierte der Turiner Zulieferer OPAC die Rohkarosserien.
Der Spyder machte im Laufe seiner zehnjährigen Produktionszeit nahezu alle technischen und stilistischen Entwicklungen der Coupés und Limousinen mit. Die Nomenklatur weicht allerdings von der der übrigen Karosserieversionen deutlich ab. Ab 1988 entfiel wie bei allen Modellen der Baureihe die Modellbezeichnung Biturbo; das offene Fahrzeug hieß daraufhin nur noch Maserati Spyder.
Insgesamt wurden 3076 Spyder gebaut.

## Modellbeschreibung

### Karosserie und Plattform

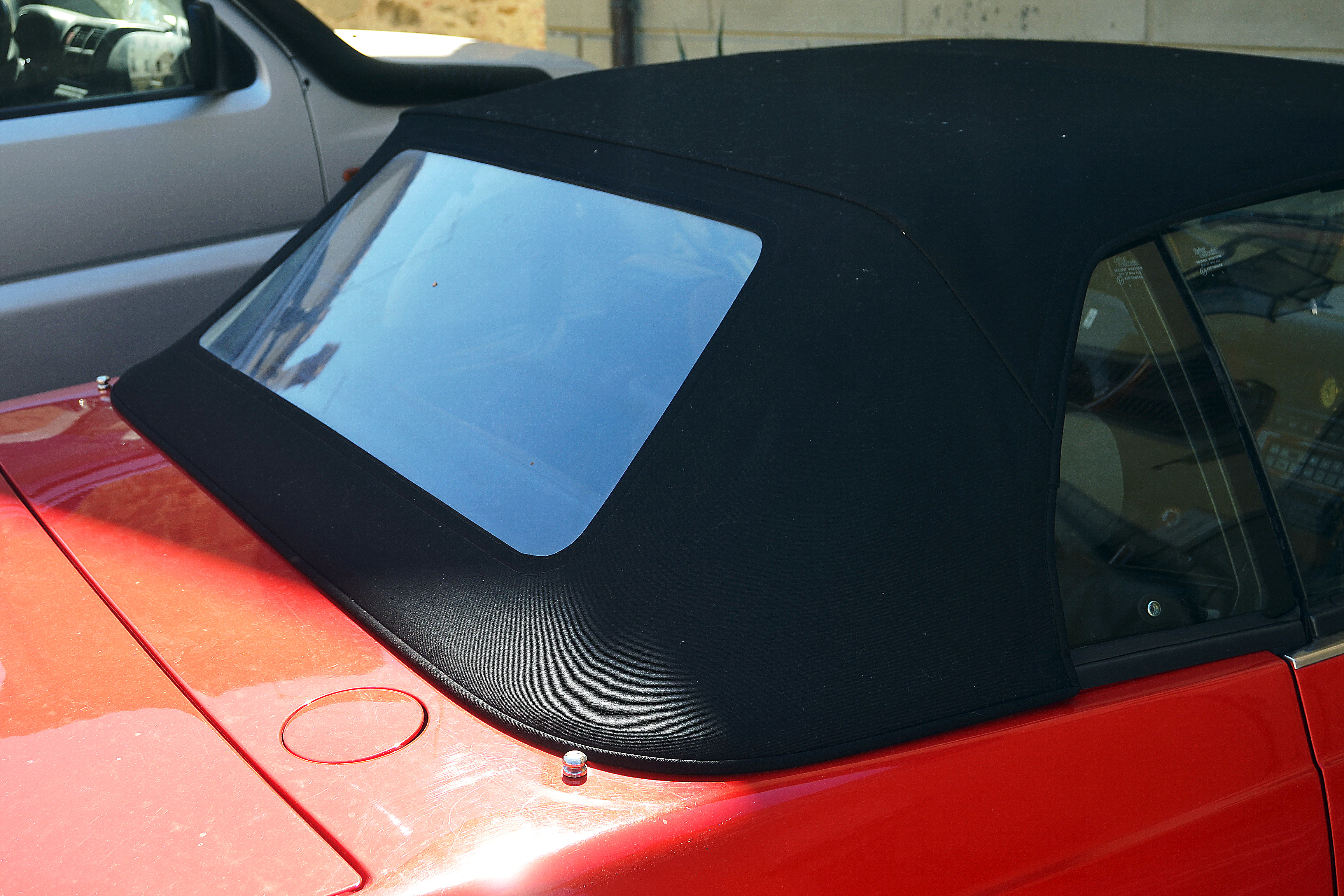
Manuell betätigtes Stoffverdeck mit verbundenem Seitenfenster hinten

Der Biturbo-Spyder basierte auf der Plattform des Biturbo-Coupés. Die Karosserie war selbsttragend. Sie entsprach stilistisch und in der Struktur der des 1981 vorgestellten Biturbo-Coupés, die Pierangelo Andreani unter Bezugnahme auf ein Medici genanntes Konzeptfahrzeug von Giorgio Giugiaro entworfen hatte. Allerdings verkürzte Zagato den Radstand auf 2400 mm. Damit war der Spyder faktisch ein reiner Zweisitzer; die hinteren Notsitze waren nicht wirklich nutzbar. Frontpartie, Windschutzscheibe und Türen waren mit dem Coupé gleich, allerdings hatte der Spyder feststehende Dreiecksfenster hinter den Türen. Das Design der Front- und der Heckpartie entsprach der der zeitgleich produzierten Coupés. Der Spyder machte alle stilistischen Änderungen mit, allerdings kam es teilweise zu zeitlichen Verzögerungen in der Anpassung.
Das Verdeck bestand aus Stoff und war innen mit Alcantara verkleidet. Es war von Hand zu betätigen; einen elektrischen Verdeckmechanismus gab es nicht. Das Verdeck verschwand in herabgeklapptem Zustand vollständig in der Karosserie. Die dreieckigen hinteren Seitenfenster, die mit dem Verdeck fest verbunden waren, drehten sich in die hinteren Kotflügel.

### Motorisierung

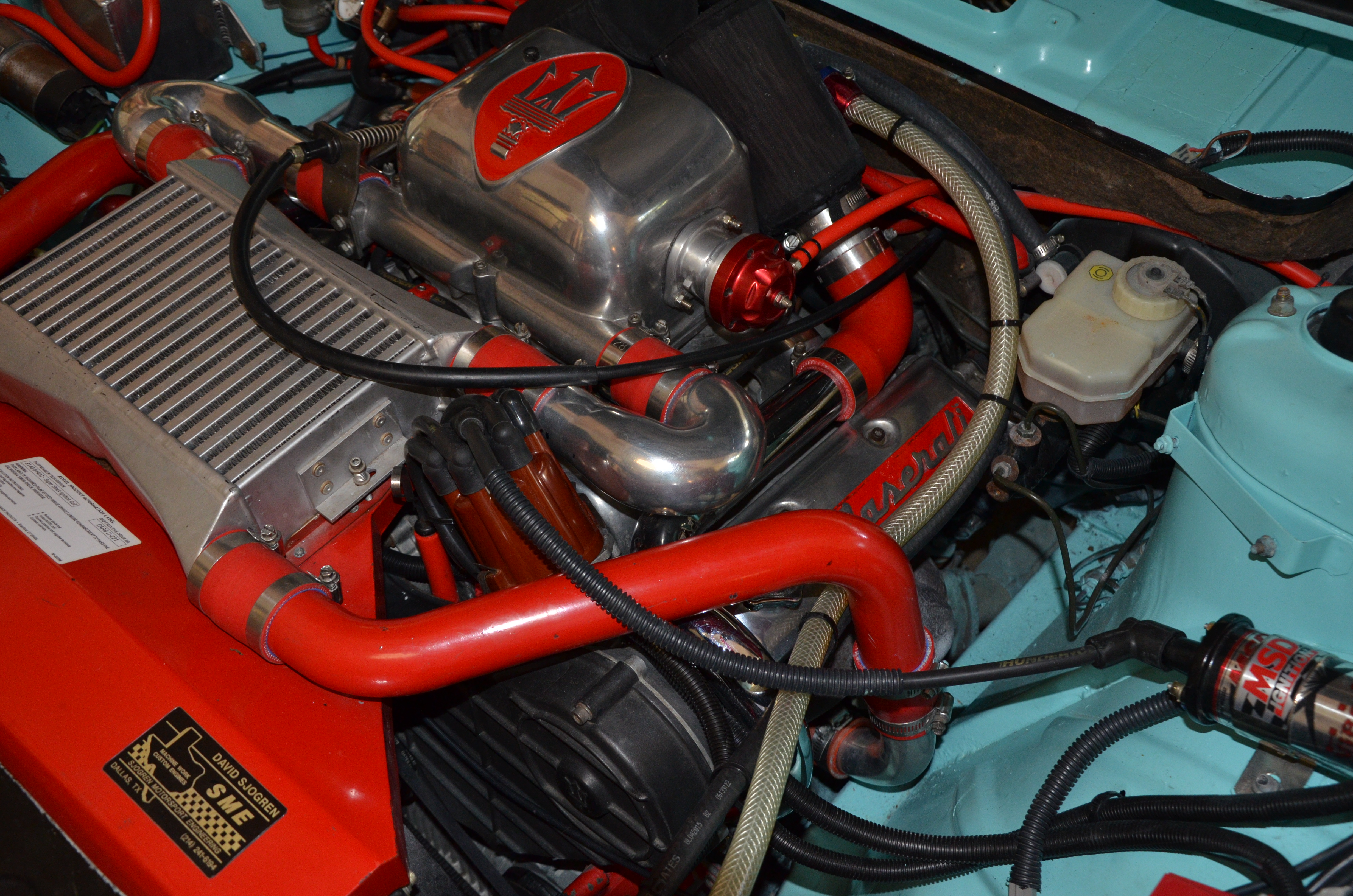
Maserati-Sechszylinder Tipo AM 453: 2,5 Liter Hubraum, Doppelturboaufladung, Vergaser (1985)

Als Antrieb kamen im Biturbo Spyder fast alle Motoren zum Einsatz, die auch für die Coupés und die Limousinen erhältlich waren. In jedem Falle waren es Sechszylinder-V-Motoren mit einem Zylinderbankwinkel von 90 Grad. 
Für den italienischen Markt waren das der Zweilitermotor
- mit drei Ventilen pro Zylinder und Vergaser (Tipo AM 452)
- mit drei Ventilen pro Zylinder und Benzineinspritzung in zwei Leistungsstufen (Tipo AM 470 und 471)
- mit vier Ventilen pro Zylinder und Benzineinspritzung (Tipo AM 475).

Die Exportmodelle hatten ausschließlich Motoren mit drei Ventilen pro Zylinder, und zwar
- die Vergaserversion des 2,5-Liter-Motors (Tipo AM 453)
- die Einspritzversion des 2,5-Liter-Motors (Tipo AM 472) und
- den 2,8 Liter großen Sechszylinder (Tipo AM 473).

Nicht erhältlich waren im Spyder die leistungsgesteigerten S-Versionen, die in den ersten Jahren in den Coupés und einigen Limousinen auf Wunsch geliefert wurden, und auch den Vierventilmotor mit 2,8 Liter Hubraum (Tipo AM 477) sowie den besonders leistungsstarken Zweilitermotor des Maserati Racing gab es nicht im Spyder.

## Die einzelnen Modelle
Wie bei allen Mitgliedern der Biturbo-Familie ist auch beim Spyder zwischen den Modellen für den italienischen Markt und den Exportfahrzeugen zu unterscheiden. Die italienischen Modelle waren mit unterschiedlichen Varianten des 2,0 Liter großen Sechszylinder-Doppelturbomotors ausgestattet. Anders als bei der Limousine, die zunächst nur in der größeren Exportversion verkauft wurde, erschien der Spyder für den italienischen Markt vor den international verkauften Varianten. Allerdings schlug sich die Differenzierung zwischen den heimischen und den exportierten Modellen in der Nomenklatur nicht so deutlich nieder wie bei den Coupés und den Limousinen.

### Modelle für den italienischen Markt

#### Biturbo Spyder

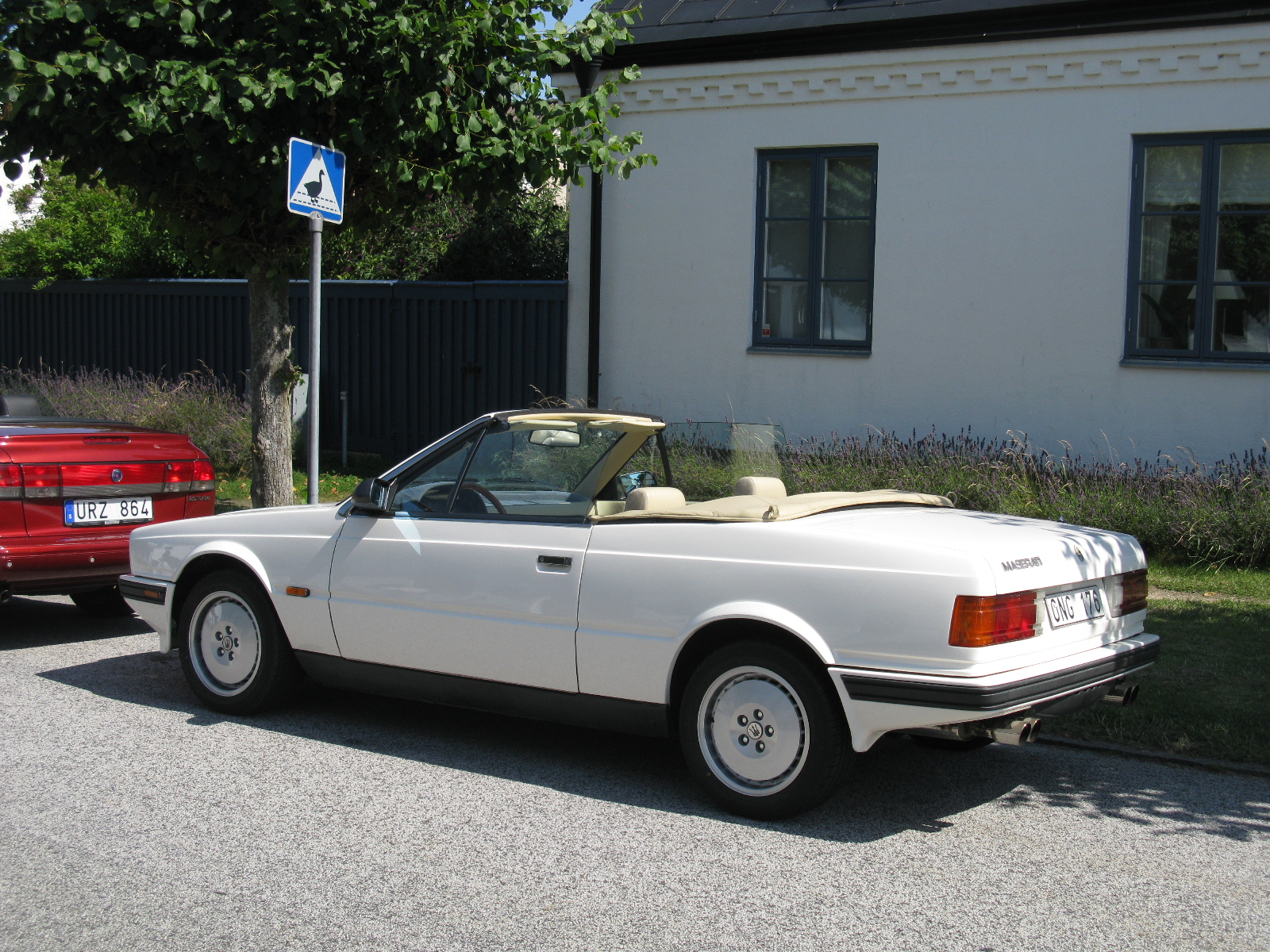
Ein früher Maserati Biturbo Spyder

Das erste offene Modell war der Biturbo Spyder. Er stand von 1984 bis 1986 im Angebot. Als der Biturbo Spyder 1984 übernahm er bereits alle stilistischen Änderungen, die Maserati zwischenzeitlich beim Biturbo Coupé und den Limousinen eingeführt hatte. Dazu gehörten unter anderem der halbrund geformte Instrumententräger und der Alcantarabezug des Armaturenbretts. Klimaautomatik und Vollleder, beziehungsweise Alcantara gehörten bei allen Spydern zur Serienausstattung. 
Die erste Version des Biturbo Spyder hatte den 2,0 Liter großen Sechszylinder-V-Motor mit Registervergasern (Tipo AM 452), der hier wie im Coupé 180 PS (132 kW) leistete. Das Fahrzeug erreichte eine Höchstgeschwindigkeit von 215 km/h. Die höher verdichtete S-Version mit 205 PS (151 kW) wurde im Spyder nicht angeboten. Wie schon im Coupé wurde das Vergasersystem als veraltet kritisiert. Insbesondere die Fahrbarkeit der Vergaserversionen galt als schwierig. Von 1984 bis 1986 entstanden 276 Biturbo Spyder.

#### Biturbo Spyder i

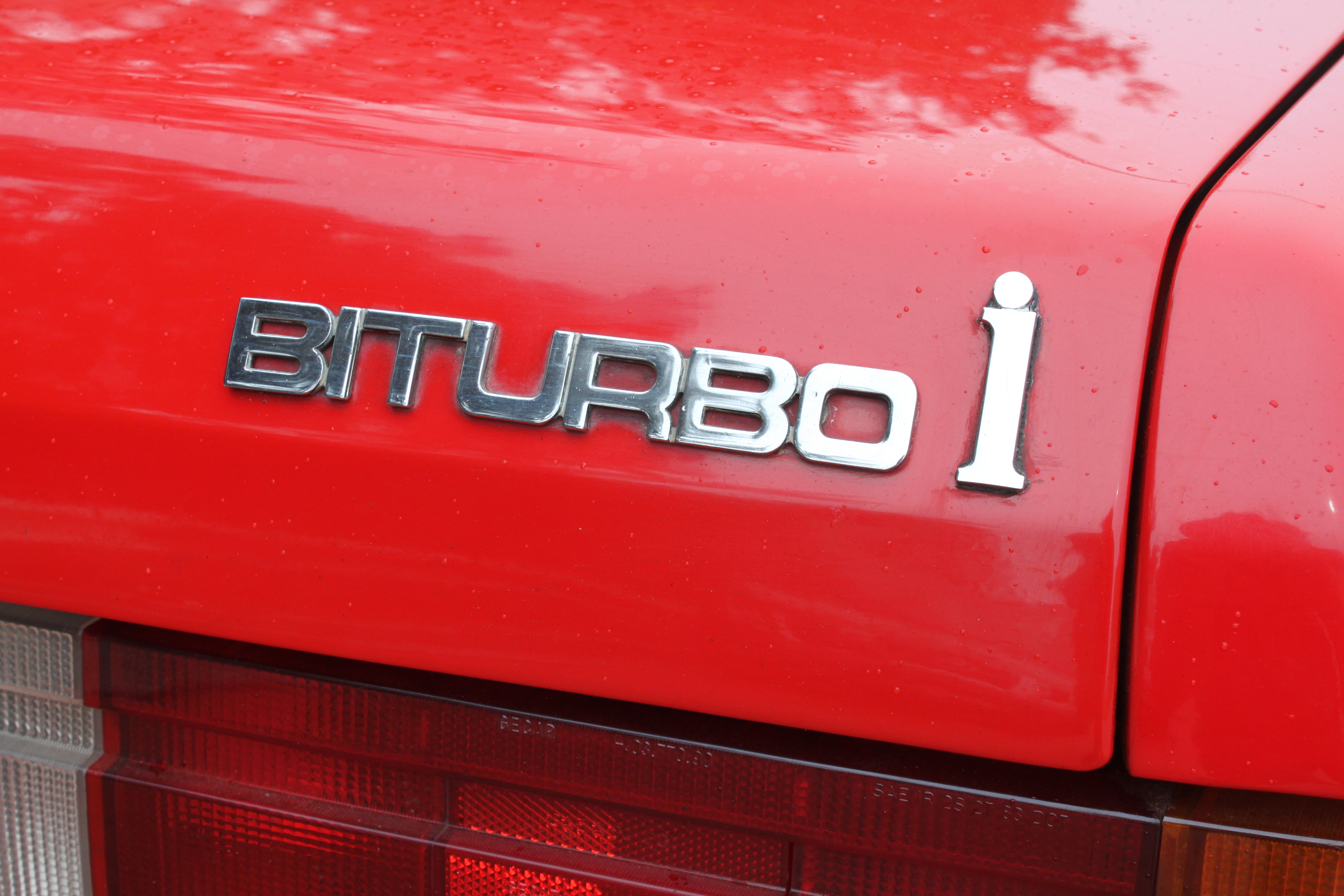
Spyder i

1986 stattete Maserati den offenen Biturbo mit dem weiterentwickelten Motor Tipo AM 470 aus, der eine elektronisch gesteuerte Benzineinspritzung aufwies. Der Motor leistete wie im geschlossenen Biturbo i 185 PS (136 kW); das Cabriolet erreichte damit eine Höchstgeschwindigkeit von 220 km/h. Der Spyder i verlor 1988 die Zusatzbezeichnung Biturbo. Der Spyder i blieb bis 1990 im Programm. Ab 1988 war er der einzige Maserati, der noch von der 185 PS starken Version des 2,0-Liter-Motors angetrieben wurde. Zu dieser Zeit war das Basiscoupé für den italienischen Markt, das die Bezeichnung 222 trug, bereits mit dem leistungsstärkeren Motor Tipo AM 471 ausgestattet, der 220 PS (162 kW) abgab. Vom Spyder i entstanden 297 Fahrzeuge.

#### Spyder i 90

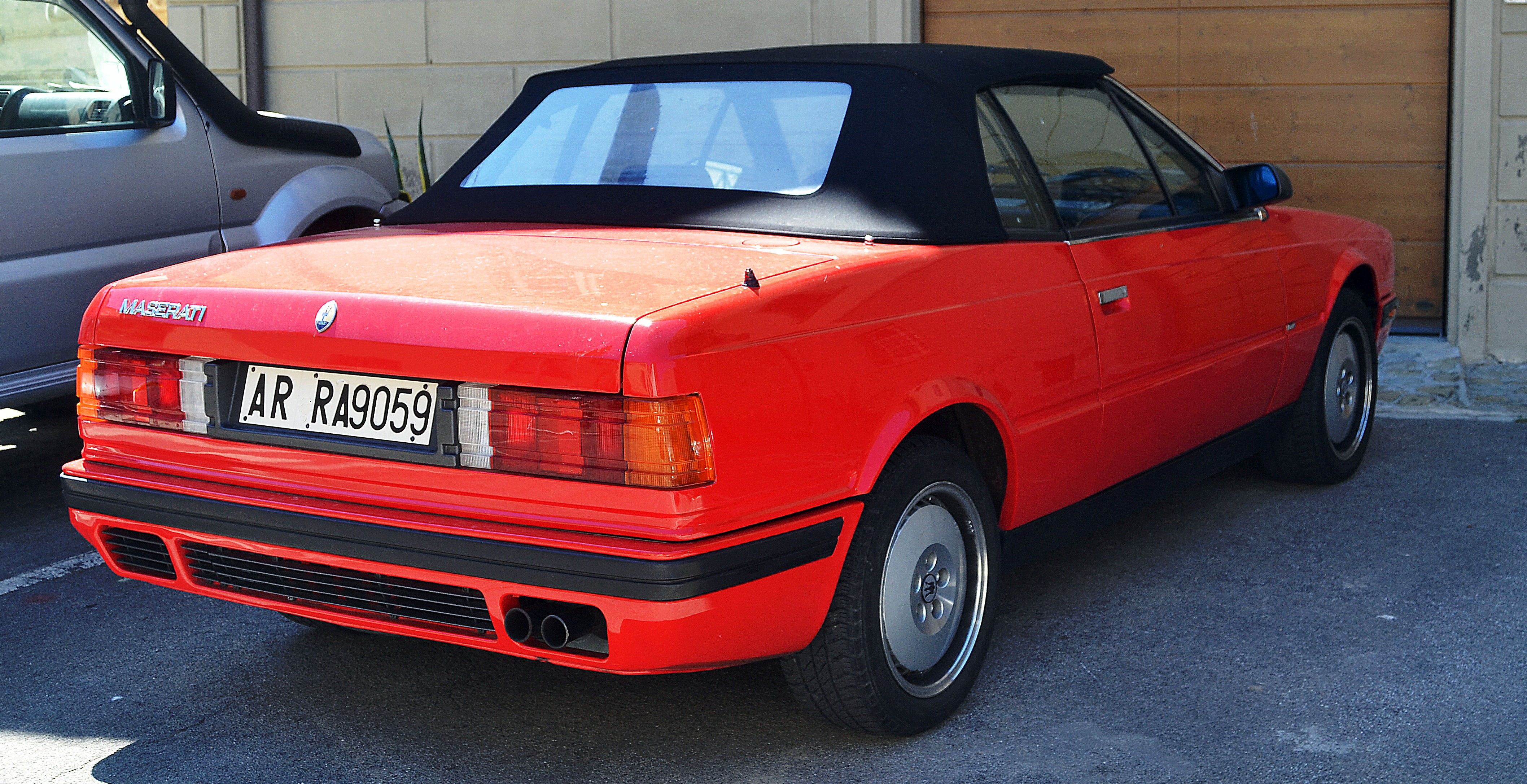
Voluminöse Stoßfänger: Maserati Spyder i 90

Im Herbst 1989 erschien eine überarbeitete Version des Cabrios mit der Bezeichnung Spyder i 90. Sie glich den Spyder mit mehr als einjähriger Verzögerung optisch und technisch dem Coupé 222 an, der bereits 1988 an die Stelle des geschlossenen Zweitürers Biturbo i getreten war. Optisch übernahm der Spyder i 90 die stilistischen Änderungen, die Maserati bereits beim 222 eingeführt hatte. Dazu gehörten voluminösere Stoßstangen und eine anders geformte Kühlermaske. Technisch erhielt der Spyder i den auf 220 PS (162 kW) erstarkten Motor des geschlossen 222. Zagato fertigte bis 1991 insgesamt 309 italienische Spyder 90 i. Der Abverkauf der Modelle zog sich bis ins Jahr 1992 hin. 

#### Spyder Nuova

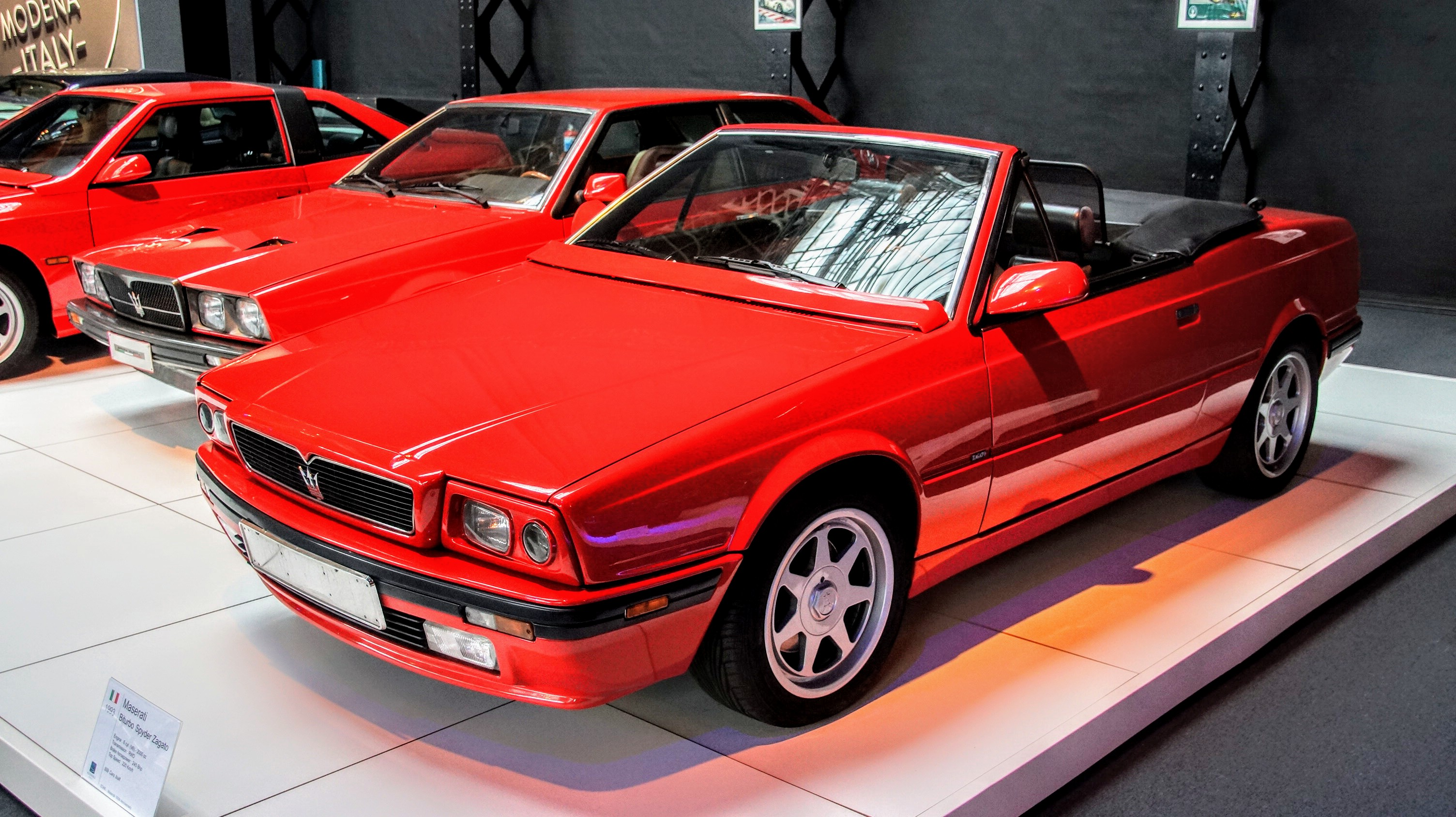
Mit Shamal-Optik: Maserati Spyder Nuova

Im Modelljahr 1991 erschien eine erneut überarbeitete Spyderversion, die als Spyder Nuova (italienisch: neu) oder alternativ als Spyder III bezeichnet wurde. Es war die letzte Version des offenen Biturbo, die neu vorgestellt wurde. Mit dieser Überarbeitung glich Maserati den Spyder optisch und technisch an das Coupé 2.24v an, das oberhalb des Basismodells 222 positioniert war. Äußerlich übernahm der Spyder wie fast alle Modelle der Biturbo-Familie einige Gestaltungsmerkmale des Sportcoupés Shamal. Dazu gehörte eine neue Frontmaske mit vorderen Leuchteinheiten, die aus eckigen und runden Elementen kombiniert waren. Hinzu kam ein Windabweiser am unteren Ende der Windschutzscheibe, die die Scheibenwischer überdeckte, sowie eine neue Kühlermaske und Schürzen an den Fahrzeugflanken, die jeweils in Wagenfarbe lackiert waren. Technisch erhielt der Spyder Nuova den Vierventilmotor Tipo AM 475, der 245 PS (180 kW) leistete. Die Höchstgeschwindigkeit des Spyder stieg damit auf 230 km/h. Bis 1994 entstanden 409 Fahrzeuge des Spyder Nuova.

### Exportmodelle

#### Biturbo Spyder 2500
Das erste Exportmodell des Biturbo Spyder erschien 1985. Diese Version hieß Biturbo Spyder 2500; eine Alternativbezeichnung war Biturbo Spyder 2.5. Sie entsprach äußerlich der für den italienischen Markt vorgesehenen Version, hatte aber die 2,5 Liter große Vergaserversion des Sechszylindermotors (Tipo AM 453), die hier wie in der Limousine 196 PS (144 kW) leistete. Bis 1986 entstanden 1049 Fahrzeuge des Spyder 2500.

#### Biturbo Spyder i 2500
Im Herbst 1987 ersetzte Maserati den Spyder 2500 durch den Spyder i 2500. Es war ein kurzlebiges Modell, das mit einer Einspritzversion des 2,5-Liter-Motors (Tipo AM 472) ausgestattet war. Sie wurde bereits seit einem Jahr im Coupé Biturbo iE und in der Limousine 425 i eingesetzt. Der Motor leistete 195 PS (143 kW). Diese Version des Spyder wurde nur ein Jahr lang produziert. Insgesamt entstanden nur 122 Exemplare. Der Biturbo Spyder i 2500 gehört damit zu den am schwächsten verbreiteten Mitgliedern der Biturbo-Familie. Der Abverkauf dauerte bis 1990.

#### Spyder 2800
Bereits 1988 erschien der Nachfolger des Spyder i 2500. Wie bei allen Exportmodellen ersetzte Maserati den 2,5-Liter-Motor durch eine leistungsstärkere Version mit 2,8 Liter Hubraum (Tipo AM 473) mit der Bezeichnung Spyder 2800 (alternativ: Spyder iE). Der Motor leistete ohne Katalysator 250 PS (184 kW), mit Katalysator reduzierte sich die Leistung auf 225 PS (165 kW). Diese neue Spydervariante hatte äußerlich noch starke Ähnlichkeit mit dem Ur-Biturbo, mit der Keilform und den Chromteilen. Von dem 2,8-Liter-Exportmodell Spyder 2800 wurden in dieser Variante nur ca. 40 Fahrzeuge gebaut.

#### Spyder iE 90
Im Herbst 1989 erschien parallel zum italienischen Modell Spyder i 90 auch äußerlich überarbeitete Version des Exportmodells. Die iE 90 genannte Version übernahm wie auch der i 90 die stilistischen Änderungen, die Maserati bereits beim 222 eingeführt hatte. Dazu gehörten voluminösere Stoßstangen und eine anders geformte Kühlermaske. Technisch blieb das Exportmodell unverändert; es wurde weiterhin vom Tipo-AM-473-Motor angetrieben, der wahlweise mit oder ohne Katalysator erhältlich war. Beide Modelle blieben bis 1991 im Programm. Von ihnen entstanden zusammen 603 Exemplare.

#### Spyder Nuova 2.8
Das letzte neu vorgestellte Exportmodell des Spyder war der Spyder Nuova 2.8, der im Dezember 1991 erschien. Er übernahm die stilistischen Änderungen des italienischen Parallelmodells, erhielt also Familienähnlichkeit zum Sportcoupé Shamal. Während Maserati allerdings dem italienischen Nuova durch Übernahme des Vierventilmotors noch einmal eine technische Aufwertung zukommen ließ, behielt der Export-Nuova den bisherigen Dreiventilmotor Tipo AM 473 mit 2,8 Liter Hubraum unverändert bei. Er war nun serienmäßig mit einem Katalysator ausgestattet; die Leistung betrug daher nur noch 225 PS (165 kW). Von diesem Modell entstanden 220 Exemplare.

## Prototyp: Der Opac Spyder
Das Karosseriewerk Opac aus Turin präsentierte auf dem Turiner Autosalon 1993 einen neu eingekleideten Maserati Spyder: Das Fahrzeug hatte geglättete, rundliche Konturen und an der Front Klappscheinwerfer. Am Heck wurden zunächst die Rückleuchten des Audi 80 B3 verwandt. Der Unterbau war unverändert vom serienmäßigen Maserati Spyder übernommen worden; allerdings hatte Opac den über 220 kW starken Achtzylinder des Maserati Shamal installiert. Eine überarbeitete Fassung wurde auf dem Turiner Autosalon 1994 ausgestellt; sie wies neben einer dunkelroten Lackierung vier runde Heckleuchten im Ferrari-Stil auf.
Der Opac Spyder rief großes Interesse beim Publikum und bei der Fachpresse hervor. Allerdings kam es nicht zu einer Serienfertigung. In der Fachpresse wurde wiederholt das Gerücht verbreitet, Alejandro de Tomaso hätte sich gegen eine Produktion des attraktiven Opac Spyder ausgesprochen und eine Fertigung mit allen Mitteln zu verhindern gesucht.
Der Opac Spyder blieb ein Einzelstück, das heute noch existiert.